# Термометр Бекмана

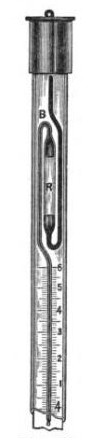
Термометр Бекмана: R — резервуар, B — изгиб капилляра

Термометр Бекмана или метастастический термометр — ртутный термометр со вложенной шкалой, используемый, в отличие от других термометров, не для измерения термодинамической температуры, а для измерения небольших разностей температур. Изобретён немецким химиком Эрнстом Бекманом в 1905 году для изучения коллигативных свойств растворов. Может применяться в рамках лабораторной практики: калориметрия, измерения вблизи точек фазовых переходов, определение молярной массы путём криоскопии. В настоящее время почти полностью вытеснен более дешёвыми и высокотехнологичными электронными термометрами, позволяющими также измерять и термодинамическую температуру.

## Описание
Длина термометра составляет от 40 до 50 см. Длина всей температурной шкалы составляет от 3 до 5 °С, цена деления составляет 0,01 °С, что позволяет проводить измерения с точностью до 0,005 °C. Термометр состоит из резервуара с запасом ртути в верхней расширенной части, рабочего резервуара с запасом ртути в нижней части и капилляра, которым оба резервуара соединены. Изменяя количество ртути в рабочем резервуаре, возможно изменить интервал измеряемых температур. При понижении температуры в ходе эксперимента мениск ртути необходимо размещать в верхней части капилляра, при повышении — в нижней части.

## Настройка
Для настройки термометра его переворачивают верхней расширенной частью вниз и, постукивая пальцем по нему, загоняют ртутный шарик в расширение верхней изогнутой трубки. Затем термометр переворачивают обратно и согревают нижний резервуар со ртутью, либо держа его в кулаке, либо опустив в слегка подогретую воду. Столбик ртути из резервуара должен соединиться со ртутью из верхней части термометра. Далее нижний резервуар нагревают до температуры на 2—3 °С выше максимального предела измеряемой температуры. По достижении температуры столбик ртути в месте соединения капилляра с верхним расширением разрывается.

### На английском
- Beckmann, Ernst. Modifikation des Thermometers für die bestimmung von Molekulargewichten und kleinen Temperaturdifferenzen (нем.) // Zeitschrift für physikalische Chemie. — 1905. — Vol. 51.
- Jones, Harry C. The Elements of Physical Chemistry. — New York: Macmillan, 1915. — С. 228—229.
- Ferry, Ervin Sidney. A Handbook of Physics Measurements. — Boston: Stanhope Press, 1918. — С. 67—68.
- Findlay, Alexander. Practical Physical Chemistry. — London: Longmans, Green and Company, 1920. — С. 130—132.
- Sella, Andrea. Beckmann thermometer (англ.) // Chemistry World. — 2007. — December.

### На русском
- Метастатический термометр // Большая советская энциклопедия : [в 30 т.] / гл. ред.  А. М. Прохоров. — 3-е изд. — М. : Советская энциклопедия, 1969—1978.
- Исагулянц В.И., Егорова Г.М. Химия нефти. Руководство к лабораторным работам: Учебное пособие для нефтяных вузов. — 2-е изд., перераб. и доп.. — М.: Гостоптехиздат, 1963. — 420 с.
- Воскресенский П.И. Техника лабораторных работ. — М.: Химия, 1973. — 717 с.